# 大鶴基成
大鶴 基成（おおつる もとなり、1955年3月3日 - ）は、日本の元検察官、弁護士。

## 人物
大分県佐伯市出身。検察官として東京地方検察庁特別捜査部長、函館地方検察庁検事正、東京地方検察庁次席検事、最高検察庁公判部長などを歴任し、2011年8月に退官。弁護士登録し東京都港区のサン綜合法律事務所で客員弁護士として活動している。東京地方検察庁次席検事のときには、事実上陸山会事件の捜査の指揮を執ったと報じられた。部下の田代政弘らと共謀して虚偽の捜査報告書を検察審査会に提出し、小沢一郎の起訴相当議決をさせたとして、偽計業務妨害罪で健全な法治国家のために声をあげる市民の会から告発されたが、嫌疑なしとして不起訴となった。

## 経歴
実家の近くには名門の佐伯鶴城高校があるが、鹿児島県にある
ラ・サール中学校に中学受験して進学した。真面目に勉学に励むタイプだったという。高校時代から検事になることを夢みていたという。1974年に発覚した田中金脈問題や1976年に発覚したロッキード事件の影響も大きかったとされる。
「現場派」の検事として、ゼネコン汚職や小池隆一事件を担当。副部長時代には衆院議員による献金隠し事件、日歯連闇献金事件などを指揮した。

### 検事として
東京大学法学部卒業後、1980年4月に東京地方検察庁の検事に任官した。
- 1981年 福岡地方検察庁検事[8]
- 1983年 大阪地方検察庁検事[8]
- 1985年 釧路地方検察庁検事[8]
- 1992年～1995年 東京地方検察庁特別捜査部検事[2]
- 1997年～2000年 東京地方検察庁特別捜査部検事[2]
- 2000年 東京地方検察庁特別捜査部副部長（財政経済担当）[2]
- 2001年 法務省 刑事局 公安課長、司法試験委員[2]
- 2002年 東京地方検察庁特別捜査部副部長（特殊直告担当）[2]
- 2005年 東京地方検察庁特別捜査部長[2] - ライブドア事件やカネボウの粉飾決算事件などを指揮[9]
- 2007年 函館地方検察庁検事正[2]
- 2008年 最高検察庁検事（財政経済担当）[2]
- 2010年3月 東京地方検察庁次席検事[2]
- 2011年1月 最高検察庁公判部長[2]
- 2011年8月 検察を退官し、弁護士登録[10]。

担当事件
- ゼネコン汚職事件
- 第一勧業銀行総会屋事件[11]
- 日歯連闇献金事件
- ライブドア事件（東京地検特捜部長時代）
- 水谷建設脱税事件・佐藤栄佐久福島県知事逮捕（収賄容疑）（東京地検特捜部長時代）
- 陸山会事件（東京地検次席検事時代）

### 弁護士として
最高検察庁退官後、弁護士登録を行い、サン綜合法律事務所に所属
- 2012年4月 イオンクレジットサービス監査役[12]
- 2014年6月 イオンフィナンシャルサービス取締役[13]
- 2015年4月 モーニングスター取締役[14]
- 2015年10月 日本野球機構野球賭博調査委員会委員長[15]

担当事件
- 読売ジャイアンツ所属選手による野球賭博問題[16]
- カルロス・ゴーンによる金融商品取引法違反（有価証券報告書の虚偽記載）・会社法違反（特別背任罪）容疑[17]（2019年2月に辞任[18]）

## 陸山会事件における虚偽の捜査報告書の問題
大鶴が東京地検次席検事の際の、陸山会事件の捜査の過程において、虚偽の捜査報告書作成が明らかとなった。田代政弘が作成した虚偽の捜査報告書は検察審査会に提出されており、小沢一郎の起訴相当議決の大きな要因になった可能性があるとされる。東京地方裁判所は2012年4月26日の小沢一郎への判決で、「検察官が、公判において証人となる可能性の高い重要な人物に対し、任意性に疑いのある方法で取り調べて供述調書を作成し、その取調状況について事実に反する内容の捜査報告書を作成した上で、これらを検察審査会に送付するなどということは、あってはならないことである」「本件の審理経過等に照らせば、本件においては事実に反する内容の捜査報告書が作成された理由経緯等の詳細や原因の究明等については、検察庁等において、十分調査等の上で対応がなされることが相当であるというべきである」と論じ、検察を厳しく批判した。
この問題について石川知裕の取り調べ責任者であった田代は、「健全な法治国家のために声をあげる市民の会」から虚偽有印公文書作成・行使と偽証の容疑で2012年1月12日に告発された。さらに同会は、2012年6月27日に大鶴のほか、陸山会事件の捜査に関わった佐久間達哉、齋藤隆博、吉田正喜、木村匡良、堺徹の各検事を検察審査会に対する偽計業務妨害や虚偽有印公文書作成・行使、犯人隠避などで告発した。「健全な法治国家のために声をあげる市民の会」の告発状では、前田恒彦の証言として「積極的に小沢氏までつなげたがっていた一部の幹部として『大鶴次席検事』も挙げられていたことが複数の紙（誌）面で報じられている」とされ、また、「陸山会事件において、事実上の捜査指揮を執っていたのが大鶴であったことが報じられている」とされており、このことをもって偽計業務妨害罪の共犯とみるのが相当としている。
また、2012年5月2日夜に、インターネット上に供述録とされるもの、及び調書とされるものの2文書が投稿された。この虚偽の捜査報告書の作成について、当時の法務大臣・小川敏夫は、検察が田代個人の記憶違いとして幕引きを図っているのはおかしいとして、再調査指示の指揮権発動を内閣総理大臣・野田佳彦（当時）に相談したが認められなかった、と述べた。また小川はインタビューにおいて、この件が理由で解任されたことをほのめかしている。
2012年6月27日付けで、嫌疑なしとして不起訴となった。

## 捜査手法
- 1994年のゼネコン汚職事件で、当時の茨城県知事の取り調べを担当し、現金授受の供述を引き出した「割り屋」として知られる。
- 一緒にゼネコン汚職事件で特捜検事として働いた元同僚は、「あらかじめ決められたストーリー[23]に沿って『こういう供述を取って来い』と命じられると必ずやり遂げる男だった」と証言している[24]。一方元上司だった高検検事長経験者は、自分の内面の弱さを隠すために権力を笠に着て取り調べ、事件を作ってしまうという大鶴の捜査手法を何度もたしなめたと証言している[1]。
- ゼネコン汚職事件の梶山静六ルートでこのような見込み捜査の失敗を犯したことがある。ゼネコンの元幹部から梶山に現金が渡されたという調書がとられたが、実は梶山には現金は渡っておらず、ゼネコンの元幹部が個人的に着服していただけであった。法務大臣を務めたこともある梶山に対する捜査としてはあまりにも荒っぽかった。当時の同僚は「（大鶴は）手柄を焦っていたのではないか、彼の取調室からはいつもすごい怒鳴り声が漏れていた」と証言している[25]。
- 日歯連闇献金事件では、後ろめたいことがありそうな人物を重要証人に仕立てて、狙った獲物を撃つという捜査手法を使ったことがあり[26]、ライブドア事件でも宮内亮治をライブドア元社長の堀江貴文を有罪にするための証人にし、見返りとして宮内の横領疑惑を不問にしたのではないかといわれている[27]。
- 陸山会事件においては、当時東京地検次席検事であったが、小沢一郎の立件にもっとも積極的で、特捜部長の佐久間を差し置いて実質的に捜査の指揮をとっていたとされる[3]。